# Alfonso Arau
Alfonso Arau (né le 11 janvier 1932 à Mexico) est un acteur, réalisateur, scénariste, producteur de cinéma et producteur de télévision mexicain.

## Biographie
En 2002, il réalisa pour la télévision un remake du film de 1942 La Splendeur des Amberson d'Orson Welles.
Il est le père de Sergio Arau.

## Filmographie

### Comme acteur

#### Au cinéma
- 1954 : Miradas que matan de Fernando Cortés
- 1954 : El Casto Susano de Joaquín Pardavé
- 1956 : Caras nuevas de Mauricio de la Serna
- 1957 : Las locuras del rock 'n roll de Fernando Méndez
- 1957 : Cien muchachas de Jaime Salvador
- 1958 : Viaje a la luna de Fernando Cortés
- 1958 : Música en la noche de Tito Davison
- 1960 : Los pistolocos de Miguel M. Delgado
- 1962 : ...und Deine Liebe auch de Frank Vogel
- 1965 : En este pueblo no hay ladrones d'Alberto Isaac
- 1966 : El lobo estepario de Cristobal Ignacio Merino
- 1967 : Pedro Páramo de Carlos Velo
- 1968 : Operación carambola d'Alfredo Zacarias
- 1969 : La Horde sauvage de Sam Peckinpah
- 1969 : El aviso inoportuno de Rafael Baledón
- 1970 : Tres amigos de Gilberto Gazcón
- 1970 : Jóvenes de la Zona Rosa d'Alfredo Zacarias
- 1970 : La vida inútil de Pito Pérez de Roberto Gavaldón
- 1970 : Paraíso  de Luis Alcoriza
- 1970 : El Topo d'Alejandro Jodorowsky
- 1971 : El jardín de tía Isabel de Felipe Cazals
- 1971 : Scandalous John de Robert Butler
- 1971 : El Águila descalza de lui-même
- 1972 : Run, Cougar, Run de Jerome Courtland
- 1972 : El rincón de las vírgenes d'Alberto Isaac
- 1974 : Calzonzin Inspector de lui-même
- 1975 : La Brigade du Texas (Posse), de Kirk Douglas
- 1975 : Tívoli d'Alberto Isaac
- 1979 : Mojado Power de lui-même
- 1980 : La Grosse Magouille de Robert Zemeckis
- 1982 : El día que murió Pedro Infante de Claudio Isaac
- 1984 : À la poursuite du diamant vert de Robert Zemeckis
- 1986 : Redondo de Raúl Busteros
- 1986 : Trois Amigos! de John Landis
- 1987 : Walker d'Alex Cox
- 1991 : Camino largo a Tijuana de Luis Estrada
- 1992 : Polvora en la piel
- 2000 : Committed de Lisa Krueger
- 2000 : Morceaux choisis (Picking Up the Pièces) de lui-même
- 2007 : The Dead One de Brian Cox
- 2008 : Butterflies & Lightning de Katherine Griffin

#### À la télévision
- 1972 : Gunsmoke
- 1972 : Bonanza
- 1973 : Disneyland
- 1987 : Deux flics à Miami
- 1988 : Stones for Ibarra de Jack Gold
- 1988 : 227
- 1988 : Where the Hell's That Gold?!!? de Burt Kennedy
- 2012 : Shakey, un amour de chien (I Heart Shakey)

### Comme réalisateur
- 1971 : El águila descalza
- 1974 : Calzonzin inspector (es)
- 1976 : Caribe, estrella y aguila
- 1979 : Mojado Power (en) (El mojado remojado)
- 1985 : Tacos de oro
- 1992 : Les Épices de la passion (Como agua para chocolate)
- 1995 : Les Vendanges de feu (A Walk in the Clouds)
- 2000 : Morceaux choisis (Picking up the pièces)
- 2002 : La Splendeur des Amberson (en) (The Magnificent Ambersons) [téléfilm]
- 2003 : La Couleur du coton (A Painted House) [téléfilm]
- 2004 : Zapata, el sueño del héroe (es)
- 2007 : L'imbroglio nel lenzuolo

### Comme scénariste
- 1956 : Caras nuevas de Mauricio de la Serna
- 1971 : El Águila descalza de lui-même
- 1974 : Calzonzin Inspector de lui-même
- 1975 : Tívoli d'Alberto Isaac
- 1979 : Mojado Power de lui-même
- 1985 : Tacos de oro de lui-même
- 2004 : Zapata - El sueño del héroe de lui-même

### Comme producteur
- 1979 : Mojado Power de lui-même
- 1981 : La virgen robada de Sergio Arau
- 1992 : Les Épices de la passion de lui-même
- 2000 : Morceaux choisis de lui-même
- 2004 : Zapata - El sueño del héroe de lui-même
- 2008 : Dare to Love Me de lui-même